# 2704 Julian Loewe
2704 Julian Loewe è un asteroide della fascia principale. Scoperto nel 1979, presenta un'orbita caratterizzata da un semiasse maggiore pari a 2,3848681 UA e da un'eccentricità di 0,0964645, inclinata di 4,51652° rispetto all'eclittica.